# Арама (птах)
Арама (Aramus) — журавлеподібний птах монотипової родини Арамові (Aramidae). За морфологічними і поведінковими характеристиками є проміжною ланкою між журавлями і пастушковими — з першими їх зближує схожа будова травної системи, з другими — особливості будови скелета і характер оперення.

## Поширення
Вид поширений у Північній, Південній і Центральній Америці, а також на Антильських островах. Північна межа ареалу проходить на південному сході США, головним чином у Флориді. Вони населяють більшу частину Мексики, Вест-Індію, країни Центральної і Південної Америки на південь аж до центральної частини Аргентини. Основними місцями проживання арам є тропічні і субтропічні райони, переважно з густими заростями чагарнику і мілкими прісними водоймами.

## Опис
Птах середнього розміру. Тіло завдовжки 60-66 см, розмах крил — 101-107 см, вага — 0,9-1,3 кг. Опрення буро-оливкового забарвлення з білими плямами в нижній частині шиї, на грудях і зовнішніх перах. Голова маленька, з довгим, злегка приплюснутим з боків і загнутим вниз дзьобом. Крила закруглені, широкі. Хвіст також закруглений, короткий. Довгі ноги з великими пальцями і відсутністю оперення. Статевий диморфізм виражений слабо. У польоті арами нагадують журавлів, літаючи з витягнутими шиєю і ногами.

## Спосіб життя
Улюбленими місцями проживання арами є ліси і болота, а також заплави річок, порослі деревами та чагарниками. Гнізда будує в очеретах на болоті. Дослідникам зустрічалися гнізда арам на висоті 5 м. Самиця відкладає до 8 яєць. Висиджування яєць здійснюється по черзі то самицею, то самцем. Інкубація триває 27 днів. Новонароджені пташенята не бояться води і добре плавають.
Арама дуже рідко літає. Від переслідувачів птах, зазвичай, тікає пішки. Арама вміє бігати навіть по гілках дерев. Основну їжу арам складають молюски, жаби, ящірки. Арама легко розкриває раковини молюсків, пташенята ж здатні ковтати їх разом з раковинами.
Арама воліє жити і полювати поодинці. Зграї зустрічаються вкрай рідко. Полює птах переважно в період сутінків і ночами.